# Stereodon pseudofastigiatus
Stereodon pseudofastigiatus là một loài Rêu trong họ Hypnaceae. Loài này được (Müll. Hal. & Kindb.) H. Möller miêu tả khoa học đầu tiên năm 1907.